# Nai Hui-Fang
Nai Hui-Fang (né le 26 février 1969) est un athlète taïwanais, spécialiste du saut en longueur.

## Biographie
Il remporte la médaille d'or du saut en longueur lors des championnats d'Asie 1989, à New Delhi, avec la marque de 8,07 m. 
Il remporte le titre de la seule édition des Jeux de l'océan Pacifique disputée à Cali en 1995.

### Palmarès
| Date | Compétition                   | Lieu          | Résultat | Épreuve  | Performance |
| ---- | ----------------------------- | ------------- | -------- | -------- | ----------- |
| 1988 | Championnats du monde juniors | Grand Sudbury | 3e       | Longueur | 7,77 m      |
| 1989 | Championnats d'Asie           | New Delhi     | 1er      | Longueur | 8,07 m      |
| 1989 | Championnats d'Asie           | New Delhi     | 3e       | Triple   | 16,65 m     |
| 1991 | Championnats d'Asie           | Kuala Lumpur  | 3e       | Longueur | 7,85 m      |
| 1993 | Championnats d'Asie           | Manille       | 3e       | Longueur | 8,08 m      |
| 1993 | Jeux de l'Asie de l'Est       | Shanghai      | 1er      | Longueur | 8,34 m      |

### Records
| Épreuve          | Performance  | Lieu      | Date             |
| ---------------- | ------------ | --------- | ---------------- |
| Saut en longueur | 8,34 m       | Shanghai  | 15 mai 1993      |
| Triple saut      | 16,65 m (NR) | New Delhi | 18 novembre 1989 |